# Anne Seymour
För andra betydelser, se Anne Seymour (olika betydelser).
Anne Seymour, hertiginna av Somerset, född Stanhope 1510, död 16 april 1587 i Hanworth Palace i Middlesex, var en engelsk hovfunktionär.  Hon är känd för det stora inflytande hon utövade under sin makes regeringstid under Edvard VI:s omyndighet.

## Biografi
Anne Seymour var dotter till Sir Edward Stanhope och Elizabeth Bourchier och gift 1535 med Edward Seymour, 1:e hertig av Somerset, i hans andra äktenskap. 
När Anne Askew greps för kätteri 1546, förhördes hon för att utpeka protestanter vid hovet. Stephen Gardiner, Thomas Wriothesley, 1:e earl av Southampton och Richard Rich, 1:e baron Rich  förhörde utan framgång Askew för att utpeka en grupp inflytelserika kvinnor vid hovet, bestående av drottning Katarina Parr, Anne Herbert, Katherine Willoughby, Anne Stanhope och Anne Calthorpe, för kätteri.
Anne Seymours make var Englands de facto förmyndarregent 1547–1549. Hon beskrivs som högfärdig, arrogant och dominant. Hon begärde att få behandlas som Englands första dam i rang eftersom hennes make var Englands härskare, framför änkedrottning Catherine Parr, något det inte fanns någon hierarkisk grund för, och vägrade att bära Katarina Parrs släp med hänvisning till dennas omgifte med Edward Seymours yngre bror Thomas Seymour. 
Under sin makes regeringstid hade Anne Seymour stort inflytande, något som medverkade till ett dåligt rykte för honom, då hennes inflytande inte sågs som legitimt, och en man inte förväntades låta sin hustru utöva inflytande över statens affärer. Samtida källor beskriver henne som en mycket dominant karaktär, och påstod att hon förtryckte och dominerade sin make.
Anne Seymour blev tillsammans med sin make fängslad i Towern 1550, och återigen 1551. Hennes make avrättades genom halshuggning, medan hon släpptes av Maria I av England 1553. Hon gifte sedan om sig med Francis Newdigate.

## Bilder

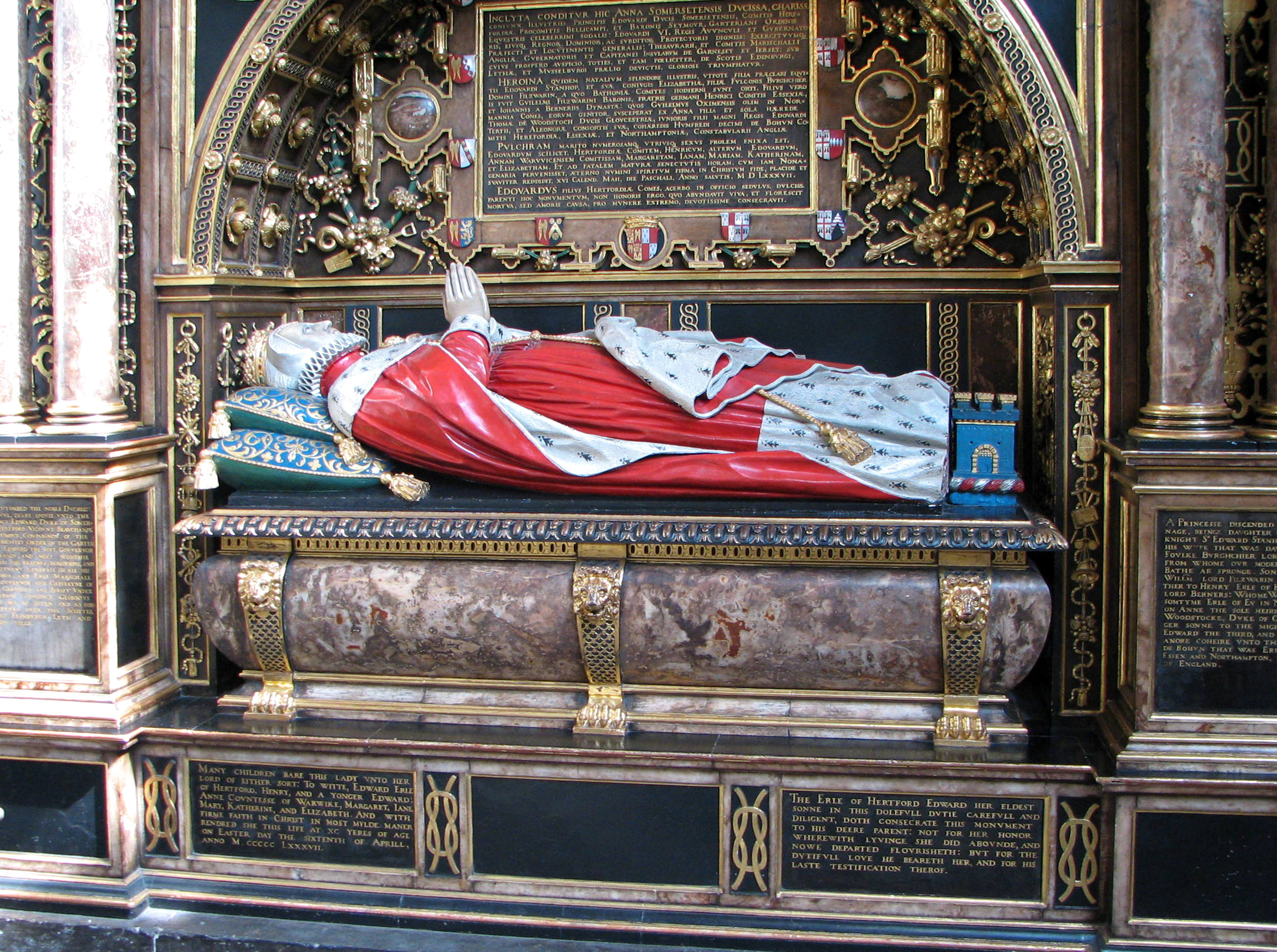
Anne Seymours gravmonument i Westminster Abbey.